# Chronologie des attentats des Brigades des martyrs d'Al-Aqsa
 (janvier 2009).
Chronologie des attentats menés par les Brigades des martyrs d'Al-Aqsa.

## 2001
| Nom                  | Date             | Lieu                  | Nb de tués | Notes                                                  |
| -------------------- | ---------------- | --------------------- | ---------- | ------------------------------------------------------ |
| Attentat de Vadi Ara | 29 novembre 2001 | Carrefour de Vadi Ara | 3          | Mené conjointement avec le Jihad islamique palestinien |

## 2002
| Nom                                  | Date            | Lieu                     | Nb de tués | Notes      |
| ------------------------------------ | --------------- | ------------------------ | ---------- | ---------- |
| Attentat de Maale Adumim - Jérusalem | 18 février 2002 | Jérusalem                | 1          |            |
| Attentat à la Yeshivat Beit Yisrael  | 2 mars 2002     | Yeshiva à Jérusalem      | 10         | 10 blessés |
| Explosion de la rue King George      | 21 mars 2002    | Jérusalem                | 3          |            |
| Attentat dans un supermarché         | 29 mars 2002    | Kiryat Yovel à Jérusalem | 2          |            |
| Explosion du café de la rue Allenbi  | 30 mars 2002    | Tel-Aviv                 | 1          |            |
| Explosion du marché Ben Yehuda       | 12 avril 2002   | Jérusalem                | 6          |            |
| Explosion du Petah Tikva Mall        | 27 mai 2002     | Petah Tikva              | 2          |            |
| Attentat de French hill              | 19 juin 2002    | Jérusalem                | 10         |            |

## 2003
| Nom                                          | Date           | Lieu            | Nb de tués | Notes                                                                        |
| -------------------------------------------- | -------------- | --------------- | ---------- | ---------------------------------------------------------------------------- |
| Attentat de la gare routière sud de Tel-Aviv | 5 janvier 2003 | Sud de Tel-Aviv | 23         |                                                                              |
| Explosion du Mike's place club               | 30 avril 2003  | Tel Aviv        | 3          | Mené avec le Hamas par des terroristes d'origine britannique et pakistanaise |

## 2004
| Nom                                       | Date              | Lieu                | Nb de tués | Notes                                       |
| ----------------------------------------- | ----------------- | ------------------- | ---------- | ------------------------------------------- |
| Bus n°19                                  | 29 janvier 2004   | Jérusalem           | 11         |                                             |
| Bus n°14                                  | 22 février 2004   | Jérusalem           | 8          |                                             |
| Attentat du port d'Ashdod                 | 14 mars 2004      | Port d'Ashdod       | 10         | Double attentat-suicide, mené avec le Hamas |
| Attaque du poste frontière d'Erez         | 14 avril 2004     | Erez, bande de Gaza | 4          | Mené avec le Hamas                          |
| Seconde attaque du poste frontière d'Erez | 17 avril 2004     | Erez                | 1          | Mené avec le Hamas                          |
| Attentat de French Hill                   | 22 septembre 2004 | Jérusalem           | 2          |                                             |

## 2005
| Nom                                         | Date            | Lieu                           | Nb de tués | Notes                                                                  |
| ------------------------------------------- | --------------- | ------------------------------ | ---------- | ---------------------------------------------------------------------- |
| Explosion du Kerni passage                  | 13 janvier 2005 | Près de Gaza                   | 6          | Mené avec les comités populaires de résistance et le Hamas             |
| Explosion du Stage club                     | 25 février 2005 | Promenade maritime de Tel-Aviv | 5          | Mené avec le Jihad islamique palestinien et l'implication du Hezbollah |
| Explosion de la gare routière de Beer Sheva | 28 août 2005    | Beer Sheva                     | 50 blessés | Mené avec le Jihad islamique palestinien                               |

## 2006
| Nom                                  | Date          | Lieu     | Nb de tués | Notes                                    |
| ------------------------------------ | ------------- | -------- | ---------- | ---------------------------------------- |
| Explosion de Kdumim                  | 30 mars 2006  | Kdumim   | 4          |                                          |
| Attentat de l'ancienne gare routière | 17 avril 2006 | Tel-Aviv | 11         | Mené avec le Jihad islamique palestinien |

## Nombre total de victimes par année
| Année | Total |
| 2001  | 3     |
| 2002  | 35    |
| 2003  | 26    |
| 2004  | 36    |
| 2005  | 11    |
| 2006  | 15    |
| ----- | ----- |

## Sources
- (en) Cet article est partiellement ou en totalité issu de l’article de Wikipédia en anglais intitulé « List of al-Aqsa Martyrs' Brigades suicide attacks » (voir la liste des auteurs).
- (en) Ministère des affaires étrangères israélien
- (en) Archives sur le terrorisme Johnston
- (en) Site des forces de défense israéliennes

## Traduction
- (en) Cet article est partiellement ou en totalité issu de l’article de Wikipédia en anglais intitulé « List of al-Aqsa Martyrs' Brigades suicide attacks » (voir la liste des auteurs).